# Eliminatoria al Campeonato Juvenil de la AFC 1994
La Eliminatoria al Campeonato Juvenil de la AFC de 1994 fue la fase de clasificación para el torneo juvenil que determinaría los clasificados por Asia a la Copa Mundial de Fútbol Sub-20 de 1995 a disputarse en Catar.

## Grupo 1
Kazajistán ganó el grupo ante Tayikistán, Turkmenistán y Uzbekistán, pero los resultados son desconocidos.

## Grupo 2
Catar clasificó eliminando a Líbano, Jordania y Palestina, pero se desconocen los resultados.

## Grupo 3
Siria y Baréin eliminaron a Irán y Omán, pero se desconocen los resultados.

## Grupo 4
Kuwait eliminó a Emiratos Árabes Unidos y Pakistán en Dubái, con la curiosidad de que Pakistán mandó dos equipos por el desacuerdo que existía entre el presidente y el secretario general de la Federación de Fútbol de Pakistán. Como consecuencia del incidente, Pakistán fue suspendido por la AFC y la FIFA por 5 semanas.

## Grupo 5
Originalmente iban a participar tres selecciones, pero Yemen abandonó el torneo y se jugó un partido de eliminación en Colombo, Sri Lanka.
| Equipo 1  | Resultado | Equipo 2 |
| --------- | --------- | -------- |
| Sri Lanka | 1-4       | Irak     |

## Grupo 6
Los partidos se jugaron en Kuala Lumpur, Malasia.
| País          | J | G | E | P | GF | GC | Pts |
| ------------- | - | - | - | - | -- | -- | --- |
| Corea del Sur | 3 | 3 | 0 | 0 | 12 | 0  | 9   |
| Malasia       | 3 | 1 | 1 | 1 | 11 | 3  | 4   |
| Singapur      | 3 | 1 | 1 | 1 | 4  | 4  | 4   |
| Brunéi        | 3 | 0 | 0 | 3 | 2  | 22 | 0   |

| Equipo 1      | Resultado | Equipo 2      |
| ------------- | --------- | ------------- |
| Singapur      | 3-1       | Brunéi        |
| Malasia       | 0-1       | Corea del Sur |
| Corea del Sur | 9-0       | Brunéi        |
| Malasia       | 1-1       | Singapur      |
| Singapur      | 0-2       | Corea del Sur |
| Brunéi        | 1-10      | Malasia       |

## Grupo 7
Los partidos se jugaron en Bangkok, Tailandia.
| País      | J | G | E | P | GF | GC | Pts |
| --------- | - | - | - | - | -- | -- | --- |
| Tailandia | 2 | 2 | 0 | 0 | 10 | 0  | 6   |
| China     | 2 | 1 | 0 | 1 | 2  | 2  | 3   |
| Myanmar   | 2 | 0 | 0 | 2 | 0  | 10 | 0   |

| Equipo 1  | Resultado | Equipo 2  |
| --------- | --------- | --------- |
| Tailandia | 2-0       | China     |
| China     | 2-0       | Myanmar   |
| Myanmar   | 0-8       | Tailandia |

## Grupo 8
Los partidos se jugaron en Shizuoka, Japón.
| País   | J | G | E | P | GF | GC | Pts |
| ------ | - | - | - | - | -- | -- | --- |
| Japón  | 2 | 2 | 0 | 0 | 26 | 0  | 6   |
| Taiwán | 2 | 1 | 0 | 1 | 7  | 12 | 3   |
| Guam   | 2 | 0 | 0 | 2 | 0  | 21 | 0   |

| Equipo 1 | Resultado | Equipo 2 |
| -------- | --------- | -------- |
| Guam     | 0-14      | Japón    |
| Taiwán   | 7-0       | Guam     |
| Japón    | 12-0      | Taiwán   |

## Clasificados al Campeonato Juvenil de la AFC
| - Kazajistán - Catar - Siria | - Kuwait - Irak - Corea del Sur | - Tailandia - Japón - Baréin |